# ガビラン (潜水艦)
ガビラン (USS Gabilan, SS-252) は、アメリカ海軍の潜水艦。ガトー級潜水艦の一隻。艦名はスペイン語で「鷹」を意味し、カリフォルニア湾に生息するトビエイ科に属するエイの総称に因む。

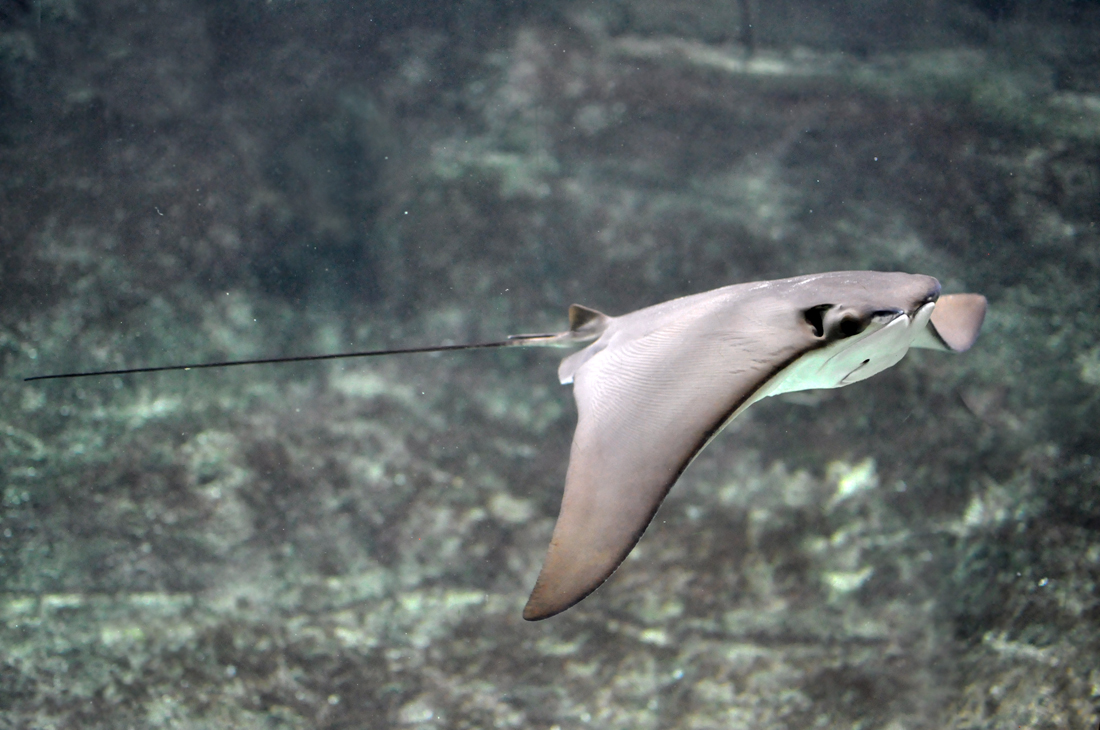
ウシバナトビエイ（Gavilan cubanito）

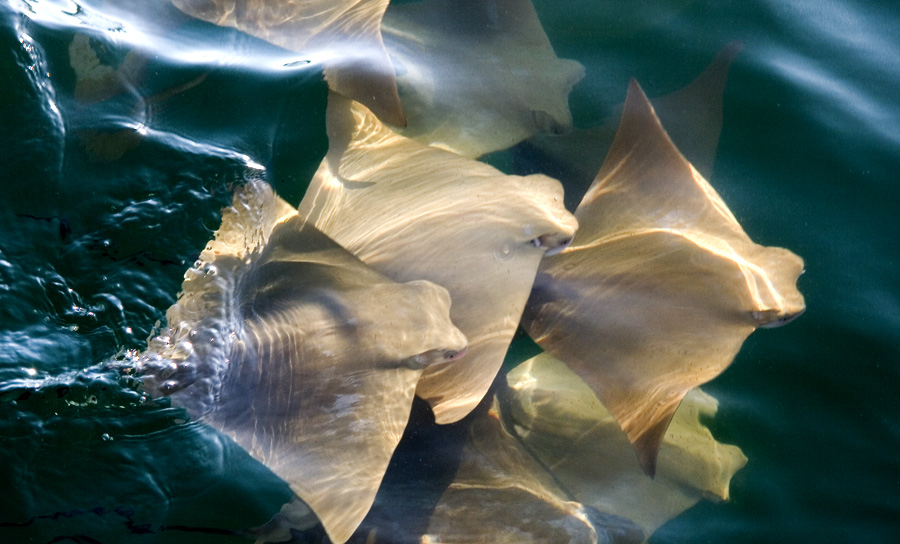
タイヘイヨウウシバナトビエイ（Gavilan dorado）

## 艦歴
「ガビラン」は1943年1月5日コネチカット州グロトンのエレクトリック・ボート社で起工された。1943年9月19日にジュール・ジェームズ海軍少将夫人によって進水し、12月28日に艦長カール・R・ホーランド少佐（アナポリス1931年組）の指揮下就役する。コネチカット州ニューロンドンでの整調後、キーウェストで短期間の対潜水艦訓練を行い、その後パナマ運河を通過してハワイに向かう。1944年3月23日に真珠湾に到着した。

### 第1、第2の哨戒 1944年4月 - 8月
4月21日、「ガビラン」は最初の哨戒でマリアナ諸島方面に向かった。この哨戒では通常の任務の他に、アメリカ軍によるマリアナ諸島侵攻のための情報を収集した。4月23日にジョンストン島で補給を行い、哨区に到着。この哨戒では情報収集に徹して戦果を挙げることはなかった。6月6日、46日間の行動を終えてミッドウェー島に帰投した。
6月29日、「ガビラン」は2回目の哨戒で「ポンフレット」 (USS Pomfret, SS-391) とともに日本近海に向かった。7月17日未明、「ガビラン」は北緯33度51分 東経138度35分 / 北緯33.850度 東経138.583度の銭洲近海で月明かりの下、レーダーを用いて「吹雪型駆逐艦」と目される艦船を発見し、魚雷を4本発射。3本目の魚雷が目標に命中し、目標は激しい爆発を繰り返しながら沈没していった。この戦果はのちに「4,000トン級の船」、「1,700トン級駆逐艦」、「492トンの掃海艇」と修正され、「第25号掃海艇」の沈没と結び付けられた。しかし、同艇は7月4日に父島沖で第58任務部隊（マーク・ミッチャー中将）の艦載機によって撃沈されていた。この時「ガビラン」が撃沈したのが何であるかは不明である。8月18日、49日間の行動を終えて真珠湾に帰投した。

### 第3、第4の哨戒 1944年9月 - 1945年2月
9月26日、「ガビラン」は3回目の哨戒で「ベスゴ」 (USS Besugo, SS-321) 、「ロンクィル」 (USS Ronquil, SS-396) とウルフパックを構成し日本近海に向かった。ウルフパックは、この海域で日本艦隊の動向を偵察した。哨戒の後半は紀伊水道で単独行動を取り、10月31日未明、「ガビラン」は北緯32度50分 東経134度21分 / 北緯32.833度 東経134.350度の室戸岬沖で11ノットで航行する目標を発見し、魚雷を4本発射。魚雷は日本海軍の海洋観測船「第六海洋」（277トン）に1本が命中して撃沈した。11月12日、46日間の行動を終えてサイパン島タナパグ湾に帰投。その後、オーストラリアのブリスベンに回航されて11月24日に到着した。また、艦長がウィリアム・B・パラーム中佐（アナポリス1936年組）に代わった。
12月29日、「ガビラン」は4回目の哨戒で「パーチ」 (USS Perch, SS-313) 、「バーベル」 (USS Barbel, SS-316) とウルフパックを構成し南シナ海に向かった。南シナ海に向かう途中に僚艦と合流し、パラワン水道の南方からバラバク海峡近海で偵察を行う。折りしも、カムラン湾に潜むと言われていた戦艦「伊勢」と「日向」を中心とする第四航空戦隊（松田千秋少将）の通過が予想され、日本艦隊の動向はアメリカ軍に対する脅威となった。このため、「伊勢」と「日向」を葬るため潜水艦が多数刺客として配備された。しかし、両艦はリンガ泊地に移動するため外海に出てきたものの、結局「ガビラン」らのいた海域は通過しなかった。「ガビラン」はこの哨戒で、しばしば航空機を避けるため頻繁に潜航を行い、浮遊機雷はライフルによる狙撃で破壊された。しかしながら記録には残されなかった。カリマタ海峡を経てジャワ海を通過しフリーマントルに帰投することとなったが、その途中で多数の敵機による攻撃と、日本軍の機雷敷設艇による2度の攻撃を受け、敷設艇は20発もの爆雷を投下した。「ガビラン」は大きく揺られたものの、損害は表面のみで攻撃を回避した。フリーマントルに帰投するまでに遭遇したのはイギリス海軍潜水艦「スパイトフル」 (HMS Spiteful, P227) のみであった。幸運にも夜明けの薄明かりの中で、「ガビラン」は「スパイトフル」を友軍艦艇と識別することができた。2月15日、48日間の行動を終えてフリーマントルに帰投した。

### 第5、第6の哨戒 1945年3月 - 8月

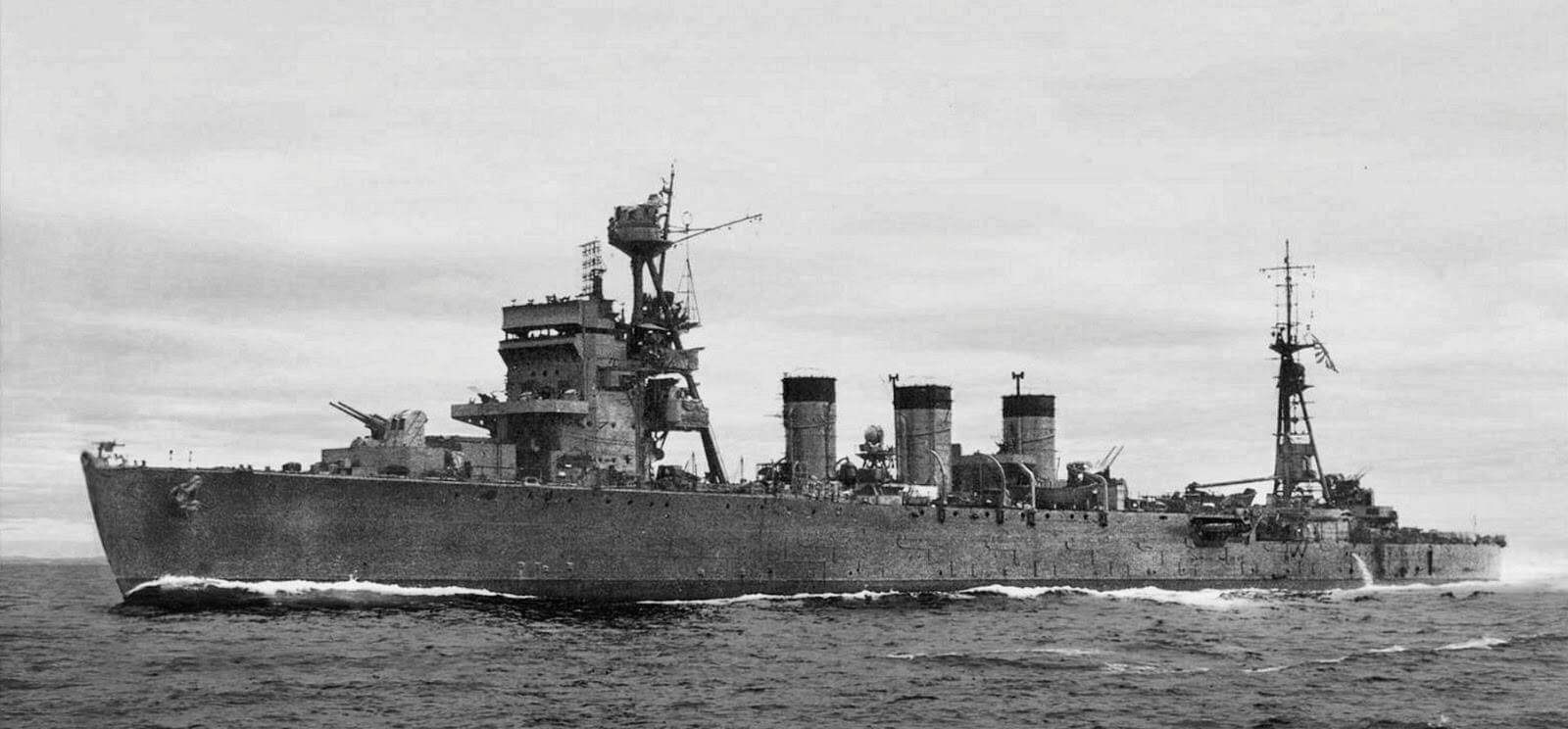
軽巡洋艦「五十鈴」（1944年）

3月20日、「ガビラン」は5回目の哨戒で「チャー」 (USS Charr, SS-328) 、「ハードヘッド」 (USS Hardhead, SS-365) および「ベスゴ」とともにジャワ海方面に向かった。「チャー」には機雷敷設の任務も与えられていた。4月4日、「ガビラン」は南緯05度56分 東経118度45分 / 南緯5.933度 東経118.750度の地点で小型クラフトボートを発見し、新装備の5インチ砲の試し撃ちを兼ねて浮上攻撃を行い、目標に2発命中させて撃沈した。また同じころ、イギリス潜水艦「スパーク」 (HMS Spark, P236) からの情報によって、軽巡洋艦「五十鈴」がこの近海にいることを知らされており、昼前に、南緯06度45分 東経118度16分 / 南緯6.750度 東経118.267度の地点で件の五十鈴と水雷艇雉、掃海艇2隻からなる艦隊を発見。「ベスゴ」も同じ目標を発見していたが、「五十鈴」を攻撃するには位置関係が遠すぎたため、「ガビラン」と「チャー」に始末が委ねられ、両艦は浮上したのち4日間に渡って、距離を10海里から13海里に保ちつつ「五十鈴」らに対する追跡を開始した。4月6日、「ガビラン」は陸岸ギリギリに航行中の「五十鈴」を発見し戦闘配備についたが、その最中に「五十鈴」が魚雷が確実に当たる範囲から離れていったので、この時は攻撃を諦めた。「ベスゴ」は500mを切る至近距離から「五十鈴」に対して魚雷を9本発射したが、「五十鈴」ではなく「第12号掃海艇」に命中し、これを撃沈した。「五十鈴」は同日の夜にスンバワ島のビマに入港し、翌朝に出港した。「チャー」がレーダーで「五十鈴」の出港を知り、「ガビラン」に連絡した。「ガビラン」は南緯07度40分 東経118度14分 / 南緯7.667度 東経118.233度の地点で正面から接近して魚雷を6本発射しようとしたが、この時一門の魚雷発射管が故障したので、5本が「五十鈴」に向けて疾走していった。6時15分、そのうちの1本が右舷艦橋と一番煙突の間に命中した。この後、「チャー」が3本の魚雷を命中させて「五十鈴」を撃沈した。「五十鈴」は潜水艦の魚雷による犠牲となった最後の日本海軍軽巡洋艦であり、艦体を折って沈んで行くその最期は「ガビラン」と「チャー」が爆雷攻撃を避けるために深深度潜航していたため、「スパーク」によって確認された。4月11日、「ガビラン」はタカバカン礁近海を通過し、1942年1月20日に座礁放棄された「S-36」 (USS S-36, SS-141) の残骸を観測したあと、午後に入って南緯05度02分 東経118度54分 / 南緯5.033度 東経118.900度の地点で4隻の目標を発見する。「2隻の浅間丸」と色めきだったものの、よく観測すればトロール船と3隻のラガーだった。それでも魚雷を3本発射したが、命中した様子はなかった。4月14日の朝には、南緯05度13分 東経118度12分 / 南緯5.217度 東経118.200度の地点で4隻の輸送船団を発見して魚雷を4本発射し、2本が目標に命中したことを確認。夜に入り、いまだ2隻の目標が居座っていたので魚雷を4本発射し、全ての魚雷が命中して爆発が起こったことを観測した。一連の攻撃で輸送船「華宏丸」 （拿捕船、元中華民国船 華宏/南洋海運委託、762トン）と特設駆潜艇「第一昭南丸」（日本海洋漁業、350トン）を撃沈した。その後、4月22日にスービック湾に寄港して補給を行った。哨戒を再開して海南島沖で短期間機雷の破壊を行った後、サイパン島に寄港した。5月28日、60日間の行動を終えて真珠湾に帰投した。
6月20日、「ガビラン」は6回目の哨戒で日本近海に向かった。この哨戒では主に東京湾でのパイロットに対する救助支援任務に従事した。最初に2機の雷撃機の乗員6名を救助し、続いて東京湾内側の沿岸砲台の射程内で3名の乗員を救助した。6機のF6F ヘルキャットが上空を舞い、救助任務を支援した。東京湾の出口では浮遊機雷を銃撃により破壊した。この哨戒で17名の飛行士を救助した。その一方で7月7日午後には北緯35度40分 東経141度15分 / 北緯35.667度 東経141.250度の地点で日本の呂号潜水艦を発見し、魚雷を6本発射したが命中しなかった。また7月18日夜には北緯35度05分 東経140度50分 / 北緯35.083度 東経140.833度の地点で砲撃を受けた。砲撃してきたのは日本軍ではなく、東京湾内の日本商船や野島埼灯台とその周辺の施設を攻撃すべく、第38任務部隊（ジョン・S・マケイン・シニア中将）から離れ接近してきた第35.4任務群（カール・F・ホールデン少将）の軽巡洋艦と駆逐艦であり、駆逐艦「ハンク」 (USS Hank, DD-702) と「ウォレス・L・リンド」 (USS Wallace L. Lind, DD-703) が実際に射撃してきた。「ガビラン」は信号を送って味方であることを知らせたが両駆逐艦には伝わらず、相手が味方である事に気付くまで射撃はなかなか終わらなかった。幸いにも、一発も命中しなかった。真珠湾への帰投途中に、日本の降伏の報を受け取った。8月17日、56日間の行動を終えて真珠湾に帰投した。

### 戦後
「ガビラン」はサンフランシスコ、パナマ運河地帯を経由してニューロンドンに到着し、1946年2月23日に退役、大西洋予備役艦隊入りする。そのまま現役に戻ることがないまま、1959年12月15日にスクラップとして売却された。
「ガビラン」は終戦までに六度の哨戒任務につき、このうち2、3、5、6回目の哨戒が成功とみなされた。二度目の哨戒では日本内地近海まで侵入を果たした。また、第二次世界大戦の戦功で4個の従軍星章を受章した。